# أنتوني هاريس (لاعب كرة قدم أمريكية مواليد 1991)
أنتوني هاريس (بالإنجليزية: Anthony Harris)‏ هو لاعب كرة قدم أمريكية أمريكي، ولد في 9 أكتوبر 1991 في ريتشموند في الولايات المتحدة.

## وصلات خارجية
- أنتوني هاريس (لاعب كرة قدم أمريكية أمريكي) على موقع مرجع كرة القدم المحترفة.كوم (الإنجليزية)